# Stenalia variipennis (Ermisch, 1951)
Stenalia variipennis is een keversoort uit de familie spartelkevers (Mordellidae). De wetenschappelijke naam van de soort is voor het eerst geldig gepubliceerd in 1951 door Ermisch.